# جبن قريش

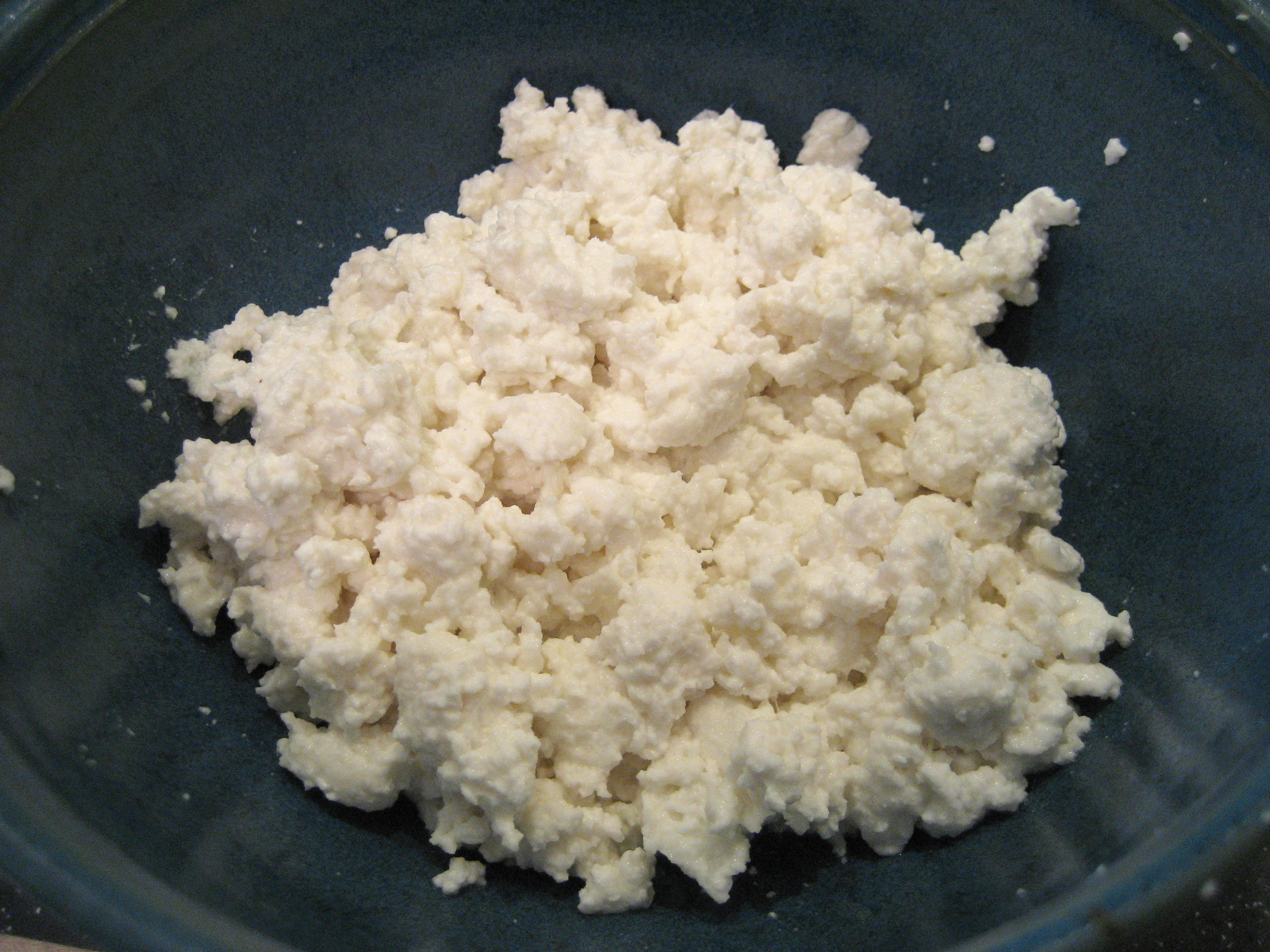
جبن قريش معد بالمنزل

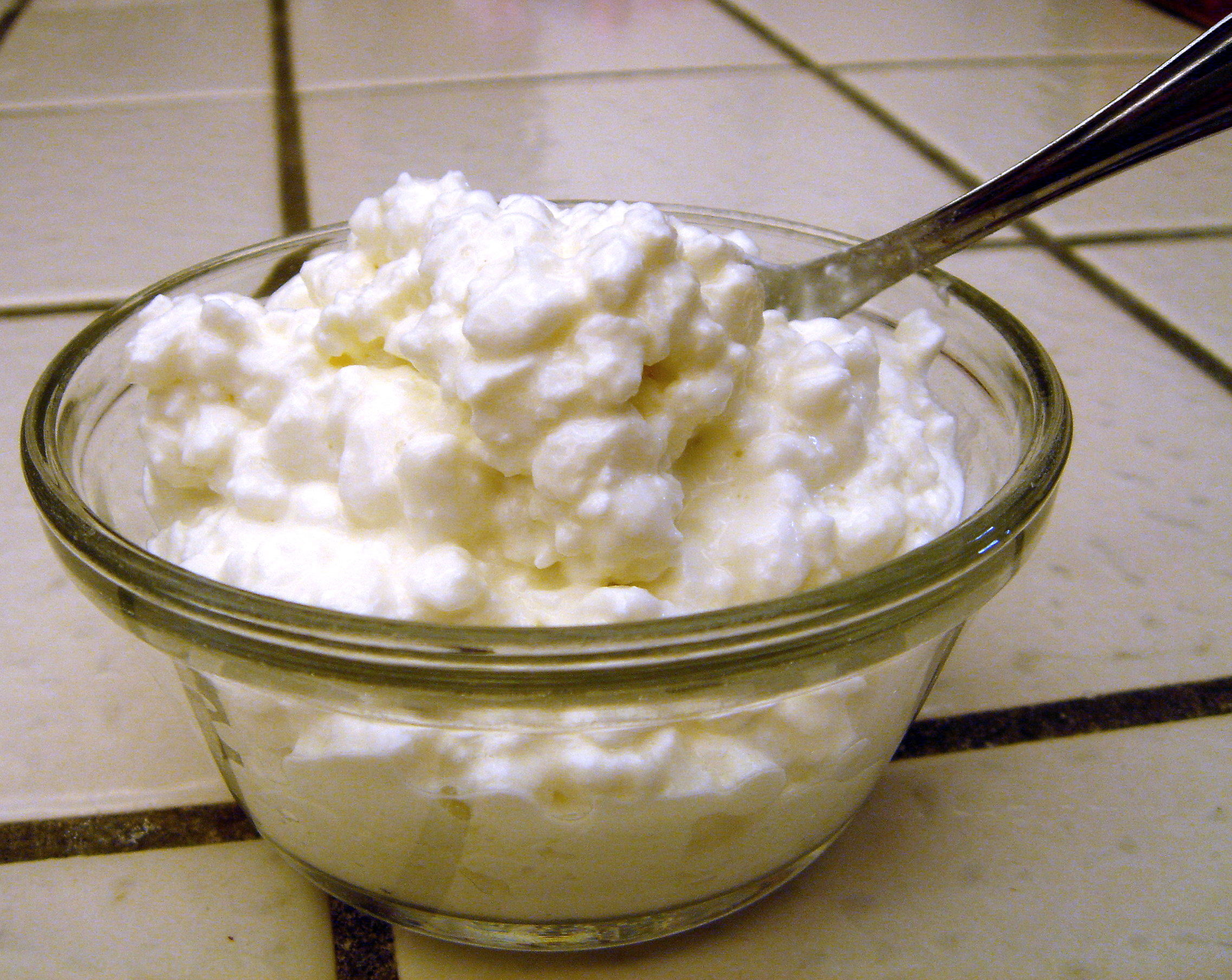
زبدية من الجبن

القريشة أو الجبن القريش أحد أنواع الجبن الطرية البيضاء، تنتج عن طريق تخمر بكتيريا حمض اللبن لللبن، في عملية تسمى «تجبن حامضي». تصنع القريشة من العيران أو الشنينة (اللبن بعد نزع الدسم) وتلقى إقبالاً كبيراً في الشرق الأوسط. تقدم في مصر مخلوطة بزيت نباتي وخضراوات مثل الطماطم والفلفل. وتستعمل زيادتها في صناعة المش.
تُحضر القريشة من العيران أو الشنينة، حيث تسخن الشنينة إلى درجة تقارب درجة الغليان فتتجمع القريشة على السطح ثم تترك لتبرد وتصفى وقد تضغط في بعض الأحيان. القريشة من أنواع الجبن الحلو، فهي لا تعتق ولا تلون. ثمة أنماط مختلفة من القريشة تصنع من الحليب بمستويات متفاوتة من الدهون في ظل عملية تخثر صغيرة أو كبيرة. الجبن الذي يُضغط عليه يصبح طارة جبن، أو جبن المزارع، أو جبن مكسيكي (بلانكو).
القريشة تؤكل مباشرة. وتخلط بزيت الزيتون عادة. كما تؤكل مع الفواكه، مع هريس الفواكه، على التوست، مع سلطة خضراء، أو يستخدم كعنصر في وصفة مثل اللازانيا، وسلطة الجيلو ومختلف أنواع الحلوى كالكنافة. هذا وتستخدم القريشة في صناعة الشنكليش، حيث تملح وتجفف ثم تترك لتتخمر.
يطلق على القريشة بالإنجليزية اسم Cottage cheese (حرفياً: جبن الأكواخ) ويعتقد أن هذا المصطلح قد نشأ لأن هذا النوع من الجبن كان يصنع في الأكواخ من بقايا اللبن بعد صنع الزبدة. استخدم الإنجليز هذا المصطلح لأول مرة في عام 1848. شهرة الرواءب وأمصال اللبن في قافية الحضانة هو طبق آخر مصنوع من الرواءب مع مصل اللبن ولكن اتساقها غير مؤكد، عن كونها نضبت كليا، أو الطريقة التي تم بها الرائب (الأمر الذي يؤثر على النكهة). بعض الكتاب يزعمون أنهم متطابقون أو متشابهون.

## المخثر
هو الأنزيم الذي يخثر بسرعة ويحافظ على التخثر الذي يتشكل من التفتيت؛ والذي يقصر عملية صناعة الجبن، مما يؤدى إلى انخفاض الحمض وزيادة الجبن. كما يقلل من كمية اللبن الرائب المتدفقة مع الفضلات السائلة (مصل اللبن) تسمى قطع الجبن القريش الكبيرة بـ (نمط الكتلة) في بعض الأحيان.

## حجم التخثر
حجم التخثر هو حجم كتل الجبن.

## كيميائيا و صناعيا
الجبن Cheese
يحضر الجبن من الحليب المروب بإزالة المصالة وإنضاج الروب بوجود نبیت مجهري خاص. من أنواع الجبن المنتشر في أرجاء المعمورة ( نحو 2000 نوع ) وذلك على حسب العديد من المعايير، مثلا :
• الحليب المستعمل في صناعته ( بقر أو ماعز أو غنم ).
• تشكيل الروب ( باستخدام الحموض ).
• المنسوج أو ( القوام أو المحتوى من الماء (% ) في الجبن الحال من الدسم . وطبقا للمعيار الأخير، تكون أكثر مجموعات الجبن أهمية ( محتوى الماء%) هي:
زائدة القساوة: < 51%
قاسية: 49-56%
متوسطة القساوة: 54-63%
متوسطة الصلابة: 61-69%
طرية: > 67%
• محتوى الدهن (% مادة جافة ) وعلى حسب هذا المعيار لدينا الأصناف المهمة التالية:
جبن مضاعف القشدة - جبن قشدة - جبن كامل الدسم - جبن دسم - جبن متوسط الدسم
1- تشكيل الروب Curd Formation
يعدل محتوى الحليب من الدسم إلى مستوى مرغوب، ويعدل كذلك، عند الحاجة، المحتوى من البروتين. تشتمل المضافات على أملاح الكالسيوم بهدف تحسين كل من تخثر البروتين ومنسوج الجبن، وعلى النترات لتثبيط النبيت المجهري اللاهوائي المكون للأبواغ والأصبغة الملونة. يمزج الحليب المحضر النيء أو المبستر في دين مع مزرعة الباديء في 18-250م مثل جراثیم حمض اللبن أو البربيونيك والفطور P , roqueforti P. candidum Penicillium camemberti ، والمزارع ذات اللطاخات الحمراء أو الصفراء مثل Bacterium linens مع مكورات والخمائر. يتخثر الحليب معطيا كتلة شبه صلبة طرية هي الروب، وذلك بعد تخمر حمض اللبن ( جبنة الحليب الحامض ، 4.6-4.9 pH ). تصفي المصالة ويخضع الروب الحاوي البروتين إلى عملية اكتناز ( تساحب ).ويزداد الاكتناز شدة بازدياد التأثير الميكانيكي ودرجة الحرارة المطبقة. تتعين خواص الروب ب pH ومزرعة البادئ والعملية المستخدمة. وعندما يتحقق قوام الروب المطلوب تفصل المصالة عن الروب إما بتصفيته عن المصالة أو بفصل الروب بالضغط بالتزامن مع قولبته. تهدف طرائق تحضير الجبن الحديثة إلى اشتمال الروب على بروتينات المصالة بدلا من إزالتها مع المصالة، مما ينتج عنه توفير في تكلفة مياه النفايات فضلا عن زيادة في المردود ( 12-18 % ) كذلك تحسين طرائق معالجة المصالة. يمكن ، بطريقة بديلة تركيز المصالة المنتجة تقليدية بالترشيح الفائق ثم إضافتها إلى الروب أو يمكن تحميض الحليب مزرعة الباديء ثم التركيز بالترشيح الفائق. ثمة طرائق قيد الاختبار تقوم على استخدام الإنزيمات المرتبطة بحامل ، وذلك بهدف خفض تكلفة الإنزيمات في خطوة ترسيب الكازئين باستخدام الكيموسين. يمضي هنا تفاعل الإنزيم في البارد ويحدث الترسيب عقب ذلك لدى تسخين الحليب، وبذلك يتحاشی انسداد وسادة الإنزيم. تزداد خطوات صناعة الجبنة آلية وأتمتة. وتتضمن التجهيزات المستخدمة وحدات تصنيع الجبنة على دفعات ( أدنان وحلل مع أدوات للتحريك والتقطيع والمخثرات من أجل التشكيل المستمر للروب يعقب ذلك فصل المصالة وقولبتها بطرائق كاملة الآلية
2- الجبنة غير الناضجة Unripened Cheese
تصف الجبنة غير الناضجة بقوام طري ( کوارك ) أو هلامي ( الجبنة المرققة ) أو حبيبي ( الجبنة الطرية). ففي إنتاج الكوراك تفصل المصالة عادة بعد التحميض، أما الجنبة البيضاء ( أو جبنة الطرية ) فتنتج عادة في مخثرات تعمل عملًا مستمرًا مع تنظيم خاص لدرجة الحرارة. فبعد فصل المصالة عبر مرشح شريط ، تغسل حبيبات الروب في دن ذي لولب، ثم تبرد وتجفف باستخدام شريط آخر للتجفيف.
3- النضج Ripening
توضع كتلة الجبنة المقولبة في حمام من الملح لبعض الوقت، ثم تترك لتنضج في غرف مكيفة، يعتمد النضج على بنية كتلة الجبن، لا سيما محتواها من الماء، والنبيت المجهري والشروط الخارجية ، كدرجة الحرارة والرطوبة في غرف الإنضاج.

## المواد الغذائية في الجبن القريش
تحتوي القريشة على نسبة منخفضة من الدهون والكربوهيدرات ونسبة عالية من البروتين؛ فكل 113 جرام من القريشة تحتوي على 4 جرامات فقط من الدهون و3 جرامات من الكربوهيدرات و14 جراماً من البروتين ونحو 120 سعرة حرارية و5 جرامات من الدهون المشبعة، كما تحتوي على نحو 500 ملجم من الصوديوم و70 ملجم من الكالسيوم، و20 ملجم من الكوليسترول.
تستخدم القريشة في إنتاج أنواع منخفضة الدهون وغير دهنية من الجبن. يحتوي الجبن الخالي من الدهون على 6 جرامات من الكربوهيدرات و14 جراماً من البروتين و80 سعرة حرارية، وهو خالٍ من الدهون المشبعة. وللتعويض عن النكهة المفقودة من الدهون في الجبن قليل أو خالي الدهون يضاف إليه مزيد من السكر. يمكن أن تملح الأصناف التي تحتوي على نسب منخفضة جداً من الصوديوم لتحسين مذاقها.
تتمتع القريشة بشعبية كبيرة بين متبعي الحمية وبعض محبي الغذاء الصحي. كما أنها من بين الأطعمة المفضلة لدى لاعبي كمال الاجسام ورفع الاثقال لاحتوائها على نسبة عالية من بروتين الكازين وانخفاض نسبة الدهون فيها نسبياً.

## الإنتاج والاستهلاك العالمي
| أكثر الدول إنتاجا للجبن (1,000 طن متري) | أكثر الدول إنتاجا للجبن (1,000 طن متري) |
| --------------------------------------- | --------------------------------------- |
| الولايات المتحدة                        | 4,275 (2006)                            |
| ألمانيا                                 | 1,927 (2008)                            |
| فرنسا                                   | 1,884 (2008)                            |
| إيطاليا                                 | 1,149 (2008)                            |
| هولندا                                  | 732 (2008)                              |
| بولندا                                  | 594 (2008)                              |
| البرازيل                                | 495 (2006)                              |
| مصر                                     | 462 (2006)                              |
| الأرجنتين                               | 425 (2006)                              |
| أستراليا                                | 395 (2006)                              |

| أكبر الدول تصديرا للجبن من حيث القيمة (من حليب البقر فقط) - 2004 (بالألف دولار أمريكي) | أكبر الدول تصديرا للجبن من حيث القيمة (من حليب البقر فقط) - 2004 (بالألف دولار أمريكي) |
| -------------------------------------------------------------------------------------- | -------------------------------------------------------------------------------------- |
| فرنسا                                                                                  | 2,658,441                                                                              |
| ألمانيا                                                                                | 2,416,973                                                                              |
| هولندا                                                                                 | 2,099,353                                                                              |
| إيطاليا                                                                                | 1,253,580                                                                              |
| الدنمارك                                                                               | 1,122,761                                                                              |
| أستراليا                                                                               | 643,575                                                                                |
| نيوزيلندا                                                                              | 631,963                                                                                |
| بلجيكا                                                                                 | 567,590                                                                                |
| جمهورية أيرلندا                                                                        | 445,240                                                                                |
| المملكة المتحدة                                                                        | 374,156                                                                                |

| أكثر الدول استهلاكا للجبن - 2003 (بالكيلوغرام للشخص الواحد في السنة) | أكثر الدول استهلاكا للجبن - 2003 (بالكيلوغرام للشخص الواحد في السنة) |
| -------------------------------------------------------------------- | -------------------------------------------------------------------- |
| اليونان                                                              | 27.3                                                                 |
| فرنسا                                                                | 24.0                                                                 |
| إيطاليا                                                              | 22.9                                                                 |
| سويسرا                                                               | 20.6                                                                 |
| ألمانيا                                                              | 20.2                                                                 |
| هولندا                                                               | 19.9                                                                 |
| النمسا                                                               | 19.5                                                                 |
| السويد                                                               | 17.9                                                                 |